# Acordo Haavara
O Acordo Haavara (em hebraico הסכם העברה, translit. Heskem Haavara ou Ha'avarah: "acordo de transferência") foi assinado em 25 de agosto de 1933, após três meses de discussões, entre a Federação Sionista da Alemanha (Zionistische Vereinigung für Deutschland ou ZvFd), o Banco Anglo-Palestino (agindo sob ordens da Agência Judaica) e as autoridades econômicas da Alemanha Nazista. O acordo foi projetado para facilitar a emigração de judeus alemães para a Palestina. O emigrante pagava um certo montante de dinheiro a uma empresa de colonização sionista, a título de investimento, e recuperava os valores pagos na forma de exportações alemãs para a Palestina.
A Hanotea (em hebraico: הנוטע), uma empresa sionista de plantação de cítricos, foi uma peça importante para colocar em marcha o engenhoso esquema de transferência de dinheiro dos judeus alemães que emigravam para a Palestina. Segundo o acordo estabelecido com as autoridades econômicas da Alemanha, a Hanotea deveria captar dinheiro dos potenciais emigrantes, e esse dinheiro deveria ser usado posteriormente, já na Palestina, para comprar produtos alemães. Os produtos eram despachados juntamente com os emigrantes. Importadores instalados na Palestina compravam os produtos alemães. Assim, quando chegavam ao destino, os migrantes recuperavam seu dinheiro. Conectado à Hanotea havia um judeu sionista polonês, Sam Cohen, que representou os interesses sionistas em negociação direta com os nazistas a partir de março de 1933. Em maio de 1933, a Hanotea solicitou ao governo alemão permissão para transferir dinheiro da Alemanha para a Palestina. Esse arranjo operou com êxito e abriu o caminho para o posterior Acordo de Haavara.
A partir de 1933 houve uma tentativa internacional de boicotar os produtos da Alemanha, em razão de suas leis racistas e de suas políticas opressivas. Todavia, enquanto organizações judaicas, sindicatos e partidos de esquerda apoiavam o boicote, produtos alemães eram normalmente exportados para a Palestina, por meio do esquema de Ha'avara.
Em 1935, foi criada uma outra empresa, denominada Ha'avara, com finalidades idênticas às da Hanotea, também no quadro do acordo firmado com o governo alemão. Houve também a Paltreu, uma Schwestergesellschaft, isto é, uma empresa afiliada à Ha'avarah, através da qual o dinheiro era pago, em marcos, e posteriormente recuperado no escritório da Ha'avarah, em Tel Aviv. 
Na Alemanha, o acordo funcionou regularmente pelo menos até 1938 e era conhecido como Kapitaltransfer nach Palaestina ("Transferência de Capital para a Palestina"). Além das transferências de capital para a Palestina, através das empresas sionistas, os migrantes judeus também podiam levar consigo uma certa quantia em dinheiro, em geral equivalente a 1 000 libras esterlinas — e em alguns casos especiais, até 2 000 libras. O principal proponente do Acordo Haavara foi Haim Arlosoroff. O acordo entre sionistas e nazistas, além de permitir a saída de judeus da Alemanha, possibilitou a recuperação de boa parte dos valores dos ativos de que dispunham na Alemanha — apesar do imposto sobre a remessa de capitais para o exterior, correspondente a 25% sobre o valor transferido, conforme previsto pela legislação alemã. Aproximadamente 60 000 judeus Alemães e austríacos beneficiaram-se dessa cooperação entre as organizações sionistas e autoridades alemãs. Ao emigrar, levaram consigo 100 milhões de dólares (em torno de $ 1,7 bilhões, em valores de 2009), recursos que serviram para lançar as bases da infraestrutura do futuro estado de Israel. 